# Мост Хайт-Кроссинг
Мост Хайт-Кроссинг (англ. Hite Crossing Bridge) — мост через реку Колорадо, расположенный у северной оконечности водохранилища Пауэлл, около места впадения реки Дерти-Девил, в пределах национальной зоны отдыха Глен-Каньон, на границе округов Гарфилд и Сан-Хуан (штат Юта, США). Через мост проходит шоссе штата Юта UT 95, соединяющее города Бландинг, находящийся в 120 км восточнее моста, и Ханксвилл, находящийся в 77 км северо-западнее моста.

## Конструкция
Мост Хайт-Кроссинг — арочного типа, состоит из одной стальной арки. Общая длина моста — 225 м, протяжённость арочного пролёта — 168 м. Высота моста над рекой — 61 м.

## История

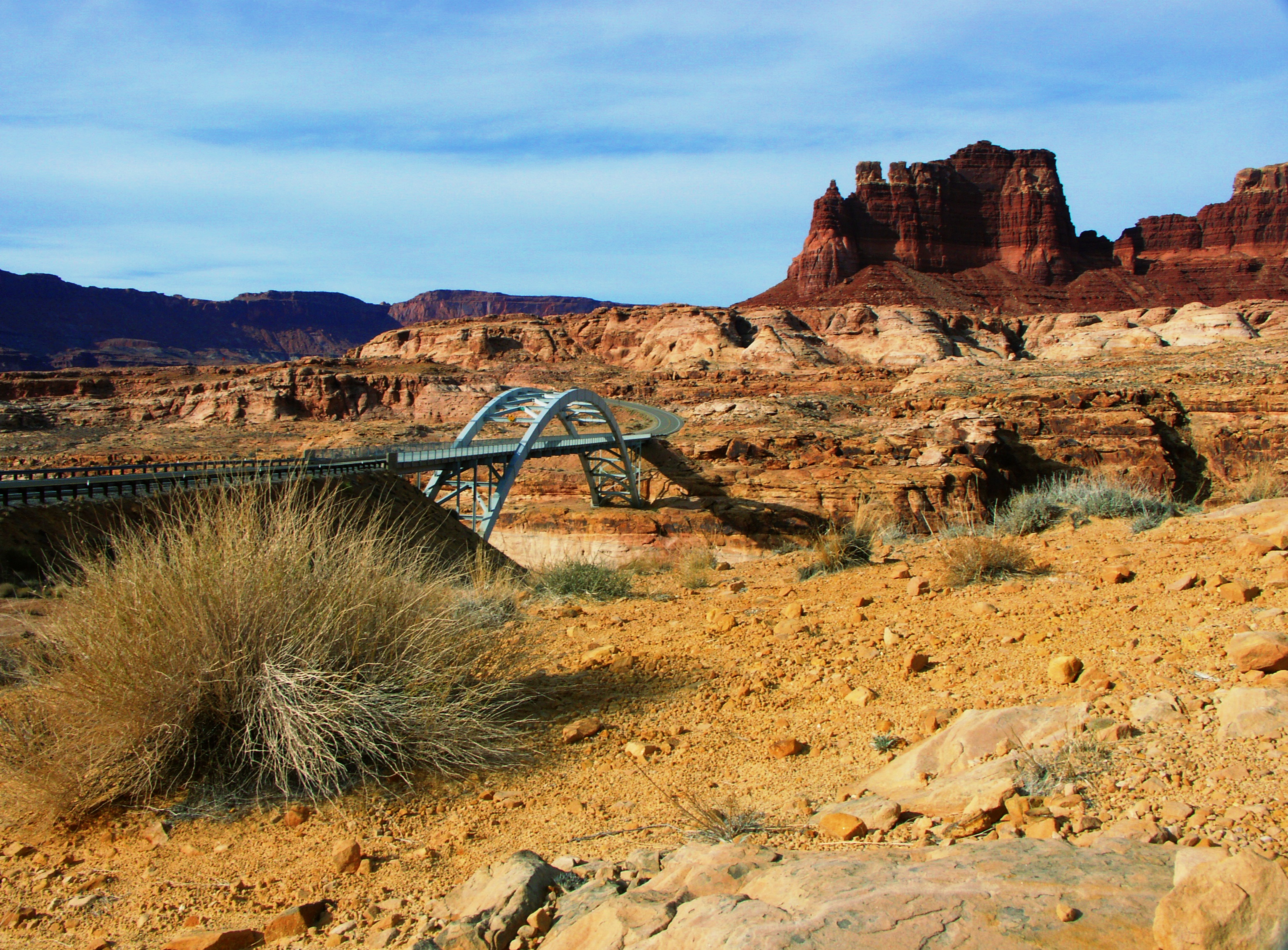
Вид на мост Хайт-Кроссинг

В конце XIX века на левом берегу реки Колорадо появился населённый пункт Хайт, названный в честь Касса Хайта (Cass Hite), поселившегося в этих местах в 1883 году. В районе Хайта была переправа через Колорадо, получившая название Денди-Кроссинг (англ. Dandy Crossing). В 1946 году в Хайте стала действовать автомобильная паромная переправа через Колорадо, организованная Артуром Чаффином (Arthur Chaffin). В первой половине 1960-х годов место паромной переправы было затоплено в результате строительства плотины Глен-Каньон и последовавшего за этим наполнения водохранилища Пауэлл.
Мост Хайт-Кроссинг был открыт 3 июня 1966 года одновременно с двумя соседними мостами — через реку Дерти-Девил (приток Колорадо) и через Уайт-Каньон. Эти мосты были построены в рамках строительства участка шоссе штата Юта UT 95, соединяющего города Бландинг и Ханксвилл. До открытия моста Хайт-Кроссинг на реке Колорадо не было мостов на протяжении почти пятисот километров: от моста Глен-Каньон (в 298 км ниже по течению) до моста вблизи Моаба (в 180 км выше по течению).